# 小宮一浩
小宮 一浩（こみや かずひろ）は、日本のテノール歌手。

## 略歴
東京都立芸術高等学校音楽科を経て東京芸術大学音楽学部声楽科を卒業後、同大学院独唱科を修了。
東京芸大在学中に藤原歌劇団の合唱部に入り、テノールパートのパートリーダーやインスペクターを兼任ながら、数多くのオペラ作品に出演。同時期よりスタジオ録音も手がけるようになり、歌謡曲・カラオケ・アニメ主題歌などのコーラスも担当した。
その後、1987年から1990年までイタリアに留学し、オージモ市立声楽アカデミーを修了。1990年に帰国し、1991年から母校の都立芸術高校音楽科に教員として8年勤務。この頃よりテレビやラジオのCM、ウォルト・ディズニー・カンパニーのビデオのコーラスやソロなども歌うようになる。1997年、第8回奏楽堂日本歌曲コンクールにおいて第1位（テノール初）を受賞。同時に木下保賞も受賞。
その後は1999年から東京都立日比谷高等学校に教員として4年勤務し、2003年から筑波大学附属駒場中学校・高等学校に音楽教師として勤務。2013年からは桐朋学園芸術短期大学の声楽非常勤講師も兼任している。
日本演奏連盟会員。
2019年度をもって筑波大学附属駒場中学校・高等学校を定年退職した。

## 表彰
- 第7回 奏楽堂日本歌曲コンクール奨励賞（テノール初の受賞）
- 第8回 奏楽堂日本歌曲コンクール第1位（テノール初の受賞）
- 第8回 奏楽堂日本歌曲コンクール第1位受賞時に木下保賞も受賞

## 主な出演作品

### イタリア留学中
- ロッシーニ「ブルスキーノ氏」（フロルヴィッレ）
- ドニゼッティ「イル・カンパネッロ」（スピリディオーネ）

### オペラ
- 東京室内歌劇場公演「ダニエル物語」（ダニエル）
- ブリテン「放蕩息子」（放蕩息子）
- 青島広志「火の鳥」（ヤマトオグナ）
- 青島広志「黄金の国」(源之助）
- 姜硯煕「超越」（アヴィ）
- プフィッツナー「クリスマスの妖精」（フリーダー）
- ヒンデミット「ロング・クリスマスディナー」（チャールズ）
- 原嘉壽子「さんせう太夫」（正道）
- 別宮貞雄「井筒」（在原業平）
- 日本オペラ協会公演 原嘉壽子「祝い歌の流れる夜に」（中川義男）
- 原嘉壽子「ペトロ岐部」（ミゲル・ミノエス）
- 小山清茂「山椒太夫」（二郎）
- 山田耕筰「黒船」（書記官）
- 中村透「キジムナー時を翔ける」（カルカリナ）
- 藤原歌劇団公演 プッチーニ「蝶々夫人」（ゴロー）
- ヴェルディ「椿姫」（ガストン）
- ヴェルディ「椿姫」（ジュゼッペ）
- プーランク「カルメル会修道女の対話」（司祭）
- モーツァルト「フィガロの結婚」（バズィーリオ）
- 日本オペレッタ協会公演 レハール「微笑みの国」（グストル）
- ベナツキー「白馬亭」（ジードラー）
- 日本モーツァルト協会例会 モーツァルト「偽りの女庭師」（ベルフィオーレ伯爵）
- 安藤由布樹「ラビュリントス」（テセウス）
- L.シャイー「結婚申込」（ロモフ）
- 青島広志「ハロー・ドラキュラ」（アルフレッド）
- ヴェルディ「オテッロ」（カッシオ）
- 團伊玖磨「夕鶴」（与ひょう）
- 1997年11月 ジョイント・リサイタル開催
- 1998年8月8日・9日 第13回ヨコゼ音楽祭にゲスト出演

### CM
- 薩摩酒造 さつま白波 ネバーランド編「われは海の子」
- 小学館 少年サンデー[どれ?]
- ミツカン 金のつぶ「ほね元気」「におわなっとう」
- プロトコーポレーション 車探し中「カーといえばグー」
- JCB「二宮先生」篇

### ゲーム
- カイアスのテーマ（『ファイナルファンタジーXIII-2』挿入歌）

### アニメ挿入歌
- La gardenia（『黒執事』挿入歌）
- M35 Gelida fenice（『ベン・トー』挿入歌）
- ホホラ ホラ ブルース（映画『それいけ!アンパンマン ホラーマンとホラ・ホラコ』挿入歌）